# Спонзори Светског првенства у фудбалу 2022.
Спонзори Светског првенства у фудбалу 2022. су компаније које спонзоришу првенство 2022. у Катару и подијељени су у неколико група. Главни спонзори су партнери ФИФА — Adidas, The Coca-Cola Company, Wanda Group, Hyundai/Kia, Qatar Airways, QatarEnergy и Visa. Међу осталим спонзорима су компаније Vivo, McDonald's, Crypto.com и YouTube
У новембру 2022. ФИФА је објавила да је од спонзора зарадила 7,5 милијарди долара у периоду од четири године између два Светска првенства.

## Спонзори

### ФИФА партнери
- Adidas[2]
- Coca-Cola[3]
- Hyundai-Kia[4]
- Qatar Airways[5]
- QatarEnergy[6]
- Visa[7]
- Wanda Group[8]

### Спонзори ФИФА Светског првенства
- Anheuser-Busch InBev[9]
- Byju's[10]
- Crypto.com[11]
- Hisense[12]
- McDonald's[13]
- Mengniu Dairy[14]
- Vivo[15]

### Сарадници
- Fine Hygienic Holding[16]
- GWC Logistics[17]
- Ooredoo[18]
- QNB Group[19]

- Boss[20]

- Yadea[21]
- Betano[22]

- Globant[23]
- Saudi Tourism Authority
- YouТube[24]

- Algorand[25]
- Frito-Lay[26]
- The Look Company[27]
- Visit Las Vegas[28]

- Claro[29]
- Inter Rapidísimo[30]
- Nubank[31]
- UPL[32]